# والي هاموند
والي هاموند (19 يونيو 1903 في المملكة المتحدة - 1 يوليو 1965 في جنوب أفريقيا) (بالإنجليزية: Walter Reginald Hammond) هو لاعب كريكت بريطاني. شارك مع منتخب إنجلترا للكريكت. أما مع النوادي، فقد لعب مع نادي بريستول روفيرز ونادي مقاطعة غلوستر للكريكت ‏.

## وصلات خارجية
- والي هاموند على موقع الموسوعة البريطانية (الإنجليزية)

- والي هاموند على موقع إي آس بي آن كريك إنفو (الإنجليزية)